# 8 Eyes
8 Eyes est un jeu vidéo de plate-forme sorti en 1988 sur Famicom. Le jeu a été développé par Thinking Rabbit et édité par Seta au Japon et Taxan aux États-Unis.